# Stéphanie Maureau
Stéphanie Maureau (* 10. srpna 1977) je francouzská horolezkyně a bývalá reprezentantka v ledolezení, vicemistryně světa v ledolezení na obtížnost. Jako jedna z několika málo žen v Alpách pracuje jako horský vůdce (také např. Anna Torretta).

## Výkony a ocenění
- horský vůdce

### Závodní výsledky
| Mistrovství světa v ledolezení | Mistrovství světa v ledolezení | Mistrovství světa v ledolezení | Mistrovství světa v ledolezení | Mistrovství světa v ledolezení |
| Rok                            | 2005                           | 2007                           | 2009                           | 2011                           |
| ------------------------------ | ------------------------------ | ------------------------------ | ------------------------------ | ------------------------------ |
| Obtížnost                      | 3                              | 2                              | 5                              | 8                              |

| Světový pohár v ledolezení | Světový pohár v ledolezení | Světový pohár v ledolezení | Světový pohár v ledolezení | Světový pohár v ledolezení | Světový pohár v ledolezení | Světový pohár v ledolezení | Světový pohár v ledolezení | Světový pohár v ledolezení | Světový pohár v ledolezení | Světový pohár v ledolezení | Světový pohár v ledolezení |
| Rok                        | 2002                       | 2003                       | 2004                       | 2005                       | 2006                       | 2007                       | 2008                       | 2009                       | 2010                       | 2011                       | 2012                       |
| -------------------------- | -------------------------- | -------------------------- | -------------------------- | -------------------------- | -------------------------- | -------------------------- | -------------------------- | -------------------------- | -------------------------- | -------------------------- | -------------------------- |
| Obtížnost                  | ?                          | ?                          | nehodnotilo se             | nehodnotilo se             | 3                          | 3                          | —                          | 3                          | 3                          | 5                          | 7                          |
| jednotlivě* (x/x/x)        | ?,?,?,,?                   | ?,?,?,?                    | ?                          | Bronzová medaile           | ,-,10,4,                   | 5,,                        | —                          | ,5,4                       | -,,,5                      | 6,,8,6                     | 6,8,11,,9                  |
|                            |                            |                            |                            |                            |                            |                            |                            |                            |                            |                            |                            |
| Rychlost                   | ?                          | ?                          | nehodnotilo se             | nehodnotilo se             | 5                          | —                          | ?                          | —                          | 15                         | —                          | —                          |
| jednotlivě* (x/x/x)        | ?                          | ?,?,?                      | ?                          | ?                          | 10,6,5,-                   | —                          | ?                          | —                          | -,7,-,-                    | —                          | —                          |

* poznámka: napravo jsou poslední závody v roce
| Mistrovství světa v ledolezení | Mistrovství světa v ledolezení |
| Rok                            | 2012                           |
| ------------------------------ | ------------------------------ |
| Obtížnost                      | 7                              |